# Musei di palazzo d'Avalos
I musei di Palazzo d'Avalos sono siti nel Palazzo d'Avalos, in piazza Lucio Valerio Pudente a Vasto, in provincia di Chieti.
I musei costituiscono il sistema museale principale della città, si dividono in: Museo archeologico, pinacoteca dei fratelli Palizzi, museo d'arte contemporanea, e Museo del costume tradizionale abruzzese.

## Il museo archeologico
Il museo archeologico è sito al pianterreno del Palazzo d'Avalos, nei locali dell'ex teatro interno e nelle stanze limitrofe.

### Storia del Gabinetto archeologico

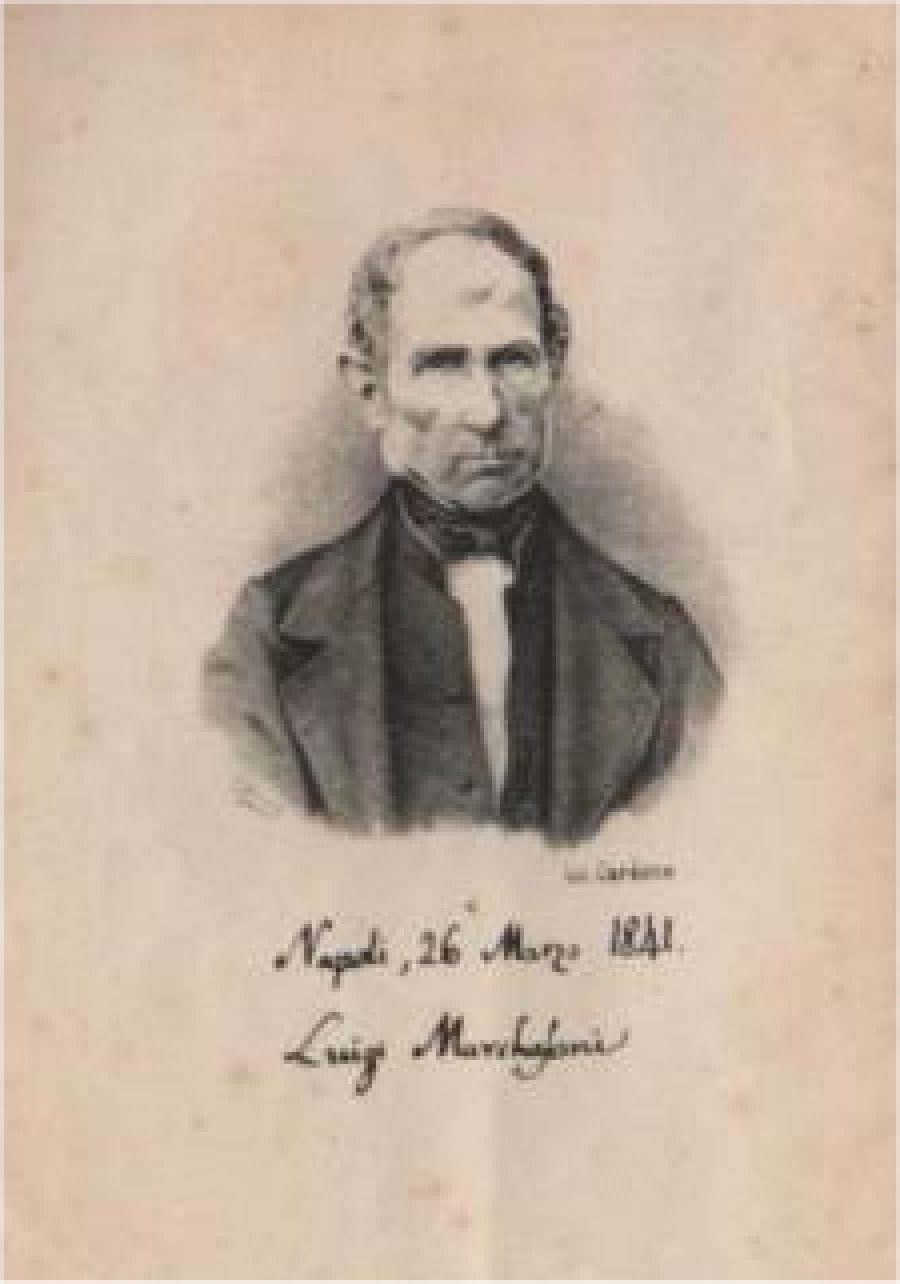
Ritratto di Luigi Marchesani, fondatore del Gabinetto archeologico vastese

Il Museo è stato fondato nel 1849 per iniziativa dell'allora sindaco Pietro Muzii come Gabinetto Archeologico di Vasto, Luigi Marchesani, come direttore del museo, andava a raccogliere i materiali trovati a Vasto e nel suo hinterland. Lo scopo originario era di creare un Gabinetto Archeologico Vastese. Inizialmente fu ospitato al palazzo comunale presso la Chiesa del Carmine, nel 1859 fu spostato in un salone dell'ex convento di San Francesco, che in quel tempo era una Sottointendenza borbonica e Sotto-prefettura regia. In questa sede vi rimase per circa un secolo per essere poi riallestito nel XX secolo da Luigi Anelli (1860-1944). Nel 1956 venne chiuso e smantellato per via di una frana che fece crollare una buona parte del centro storico verso il mare per poi essere riallestito nella sede attuale. Delle seguenti frane hanno reso necessarie delle opere di consolidamento, opere che hanno obbligato ad una susseguente seconda chiusura tra il 1989 ed il 1998. Un finanziamento della regione Abruzzo ha permesso la riapertura. Nel 1995 sono stati aggiunti nuovi reperti di recente rinvenimento.

### Struttura

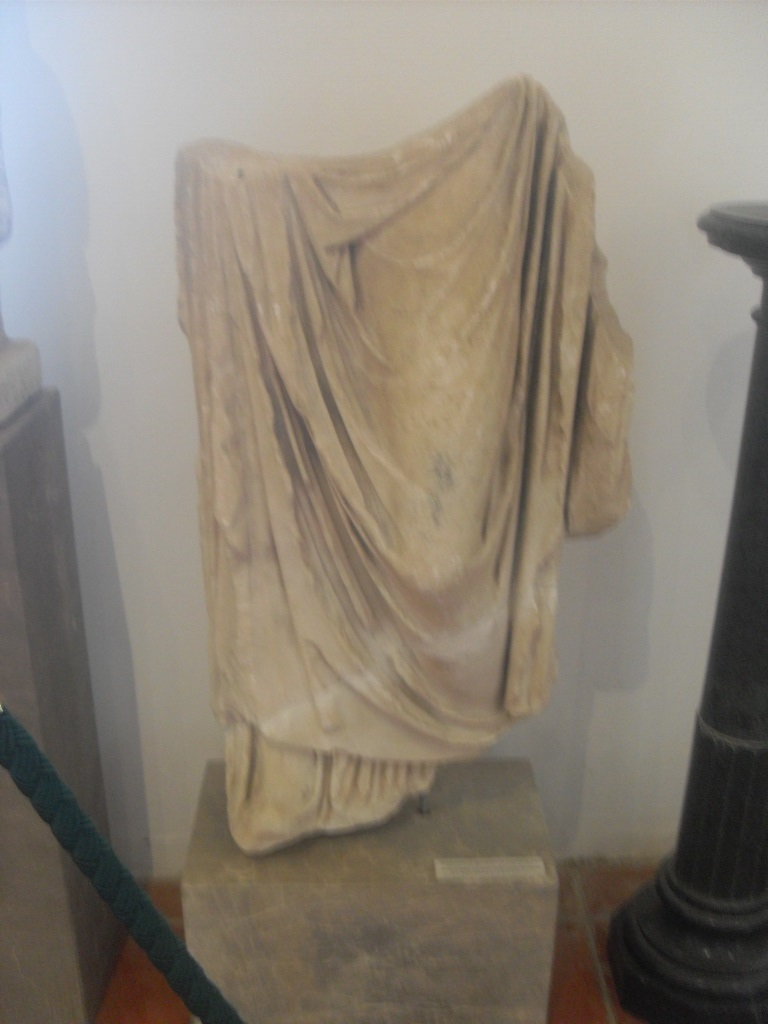
Statua romana della dea Cerere

- Sala 1: "Vasto e il suo territorio fra età del ferro e I secolo a.C.". In questa sezione sono esposte le opere più antiche. Le opere dell'età del bronzo e dell'età del ferro provengono dalla località Morandici nel comune di Villalfonsina tra cui una spada con fodero del VII secolo a.C. e tre tombe dell'età del ferro ascrivibile ai Frentani. Vi sono esposti anche dei materiali della Necropoli del tratturo, necropoli della zona di Vasto. I reperti della necropoli del tratturo ed esposti nel museo sono stati riportati alla luce negli scavi del 1912 ed il 1914 che provano che la necropoli fu abitata tra il VI ed il III secolo a.C., in cui, oltre che ad elementi militari (armi), sono stati ritrovati olle e attingitoi ceramici. Nelle tombe più recenti sono stati ritrovati dei vasi di colore nero. Altri reperti provengono dal santuario sito in località Cerreto a Villalfonsina, tra cui oggetti votivi, tre statuette di bronzo e due lastre raffiguranti Eracle ed Atena. Altri reperti ancora provengono dal santuario di Punta Penna tra cui vi sono: un antepagentum o lastra di rivestimento in terracotta risalente ad un periodo compreso tra il II secolo a.C. ed il I secolo a.C., la lastra raffigura due teste di cui una rappresenta Ercole, poste tra dei motivi vegetali; altri reperti di Punta Penna sono delle epigrafi in lingua osca. Tra le altre opere esposte una coppa baccellata ed un oinochoe rodia.[6]
- Sala 2: "Lo sviluppo del municipium romano di Histonium. I reperti in questa sala raffigurano dei personaggi della dinastia giulio-claudia o personaggi di Histonium. Fra le persone raffigurate vi sono Ottavia, Gaio e Lucio Cesare, nipoti di Augusto e Agrippina Minore.[6]
- Sala 3: "La grande città di età imperiale". in questa sala vengono messi in mostra delle epigrafi. elementi architettonici di Vasto nell'età imperiale dei ritratti del I-II secolo d.C. tra cui il busto di Ulpia Marciana, il ritratto di Faustina Minore, di Dioniso e la piccola statua di Asclepio.[6]
- Sala 4: "Le necropoli della città romana". Molti elementi di questa sala provengono dalla necropoli di Largo Barbacane di Vasto. Tra le opere esposte vi sono cippi funerari ad ara di Q. Osido Primitivo, di Aulo Florio Giusto e due sepolture femminili del II secolo d.C. Altro materiale proviene dal cimitero di Vasto e dalle località Santa Maria delle Grazie, Vasto Marina ed Incoronata.[6]
- Sala 5: "La città fra tarda antichità ed Alto Medioevo. Tra le opere esposte vi sono il miliare di Punta Penna. delle epigrafi testimonianti dei restauri (tra cui un restauro del Capitolium del 352-357) ed oggetti ceramici, tra cui brocche e piccole olle. Le ceramiche provengono da sepolture del V-VII secolo d.C. Tra gli altri oggetti degna di menzione è la cuspide di un ciborio di una chiesa dell'VIII secolo.[6]

Attiguo alle sale della mostra archeologica, c'è il giardino alla napoletana, con ninfeo, i cannoni, le ex scuderie, e la muraglia,dove sono adagiati altri reperti archeologici in mostra, come lapidi, colonne e parti di statue.

## La Pinacoteca
La pinacoteca "Palizzi" è sita nell'ala orientale e in quella meridionale del primo piano del Palazzo d'Avalos.

### Storia
Il 25 aprile del 1849 è stato fondato come antiquarium civico. In seguito in una lettera del 1850 l'allora sindaco di Vasto Pietro Muzii indirizzata a Filippo Palizzi afferma di questo nuovo museo. Successivamente Palizzi, dopo aver donato varie opere alla Galleria di Arte Moderna a Roma ed alla Galleria di Belle Arti di Napoli, dà in gestione all'Antiquarium di Vasto alcune sue opere e di suo fratello. Successivamente altre opere sono andate ad aumentare il patrimonio del museo. In realtà, poi, il museo è rimasto chiuso per molto tempo a causa di molti problemi di natura economica. Fu riaperto durante l'estate del 1999.

### Opere esposte

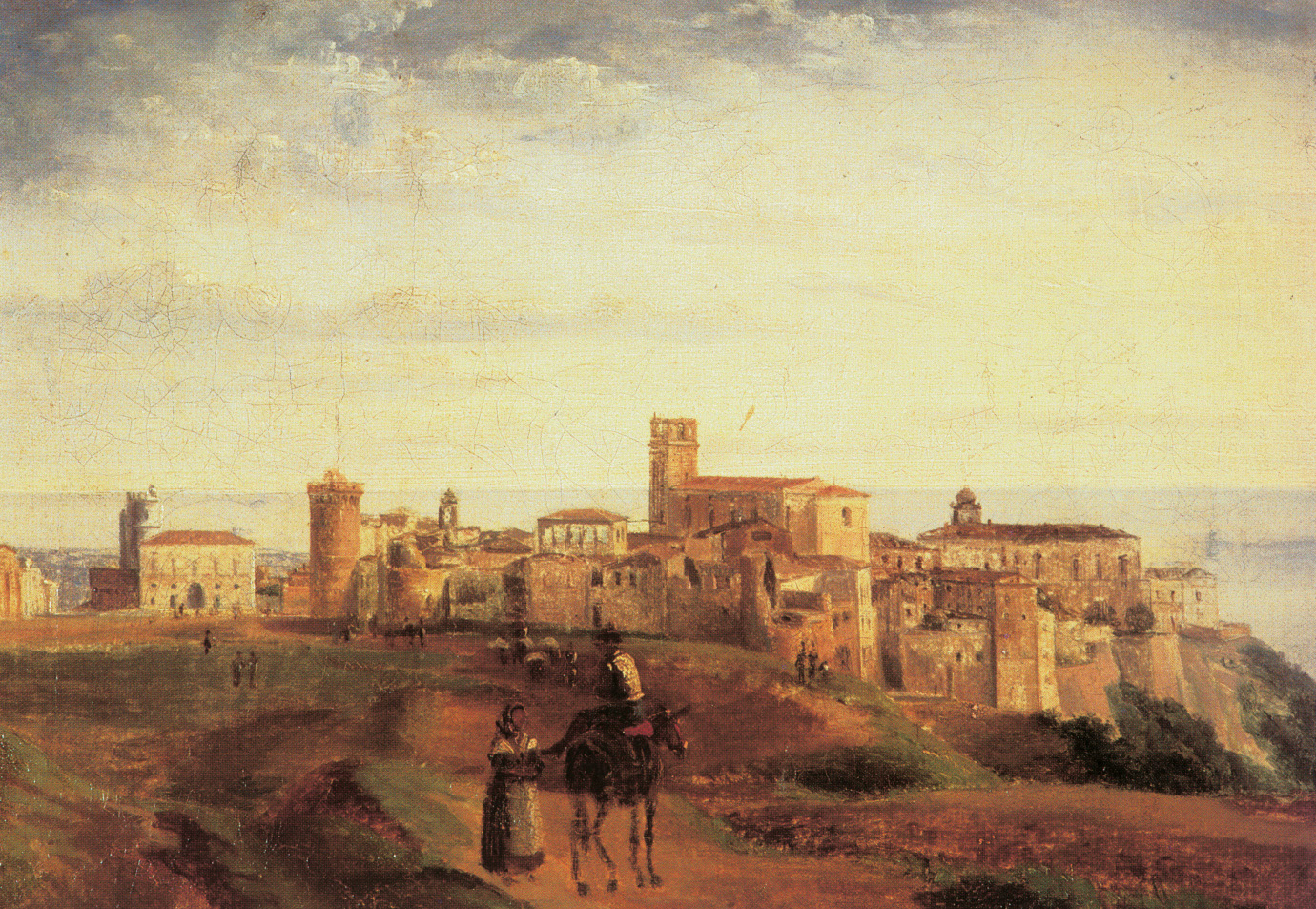
1831 - Veduta di Vasto, regalato, prima dall'autore, Gabriele Smargiassi in occasione di una sua visita a Gabriele Rossetti nel 1838, poi nel 1883 da William Michael Rossetti, in occasione del centenario della nascita del padre, alla pinacoteca di Vasto

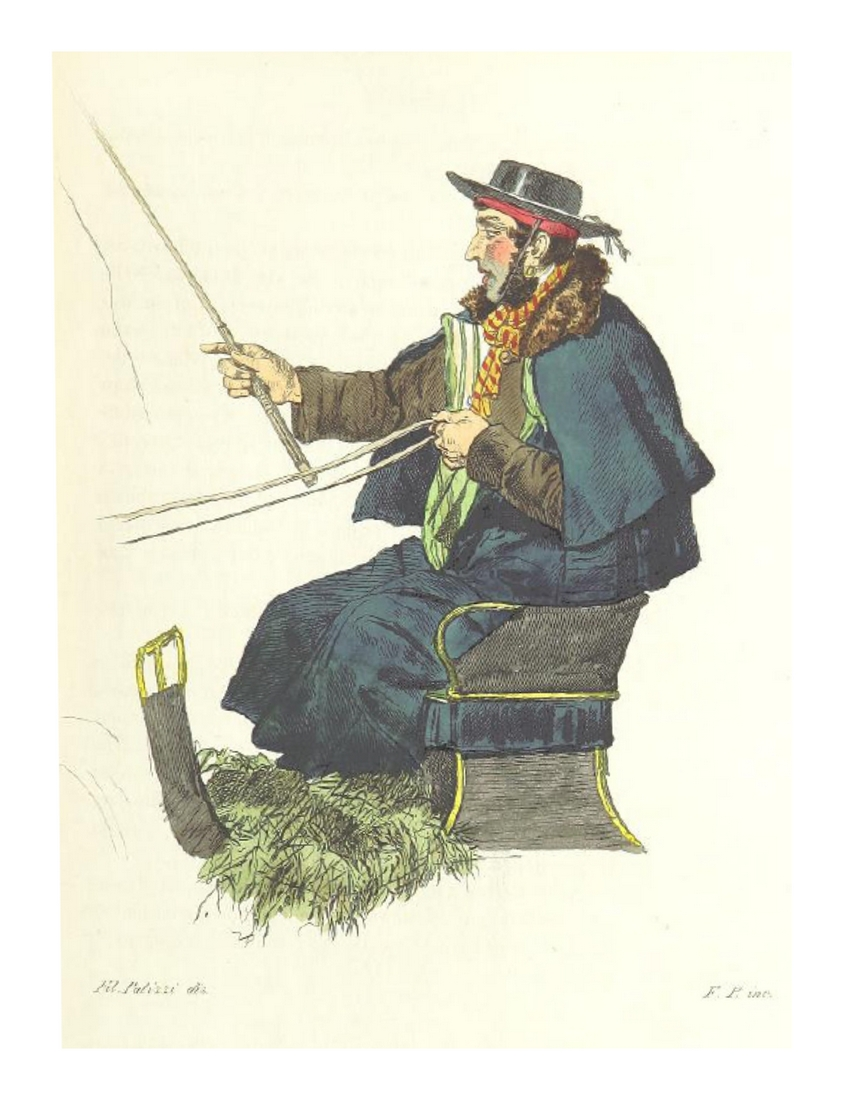
Il cocchiere di Filippo Palizzi

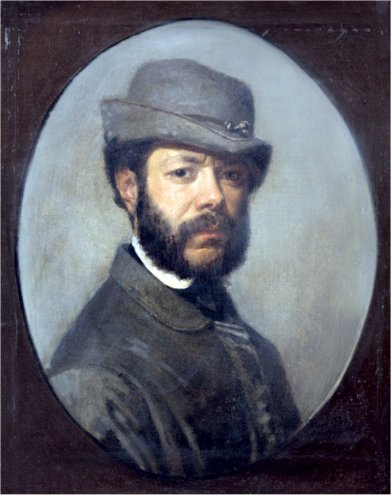
autoritratto (1860 circa) di Filippo Palizzi

Tra le opere esposte vi sono:
- Gabriele Smargiassi:

Veduta di Vasto, 1831
Bovini, disegno a penna
- Emilio Donnini:

Il paesaggio marino con pescatori,
- Raffaele Maccioli:

Viaggio triste
- Paul Brill:

Paesaggio
- Francesco Paolo Michetti:

vari bozzetti e studi
- Francesco Paolo Palizzi:

Il cieco di Gerico, 1853 (da chiesa S.Pietro dopo frana 1956)
Natura morta con zampa di cinghiale
- Filippo Palizzi:

Ecce Agnus Dei, 1889 (da chiesa S.Pietro dopo frana 1956)
Vista del Serraglio (Costantinopoli), olio su tela, 1843 - 25,5x36,5
Studio di alberi, olio su tela, 1851 - 47,5x 34 cm.
Pastorelli nel bosco, olio su tela, 1852 - 42x55,5 cm.
Cavallo in fuga
Olanda, olio su tela, 1855 - 49,5x77,5
Asinello, penna su carta - 12x17 cm.
Autoritratto, 1838 (più un suo secondo autoritratto senza data)
Ritratto di Antonio Palizzi (padre)
Ritratti di Felicetta e Luisa Palizzi (sue sorelle)
Prurito d'Asino
Incolto natural poeta, ritratto di Antonio Rossetti (poeta popolare estemporaneo come i più famosi fratelli Gabriele e Domenico)
Cavalli in fuga
Il Cocchiere, acquaforte colorata a mano, 1853
L'asino nell'imbarazzo
Ritratto di Aurora Massari del Greco
Caricatura di personaggi vastesi
- Nicola Palizzi:

Gruppo di animali
Panorama di Sorrento
Scogliera di Sorrento
Melfi distrutta dal terremoto
Panorama di Posillipo
- Giuseppe Palizzi:

Caccia al cervo nella foresta di Fontainebleu
- Giuseppe Della Guardia:

Pompei
Studio di alberi
- Valerico Laccetti:

Studio di pecore
- Francesco Cardone:

Ritratto di signora bionda
Ritratto di signora bruna
- Nicola Galante:

Panorama con l'ospizio di S. Onofrio
- Luigi Martella:

Rottami di barche
Strada di Navelli
Strada con cipresso
- Michele Fiore:

Il portone di Panzotto
Spiaggia vastese
- Franco Paolantonio:

Ritratto della sorella Adelina

## Il museo del costume antico
Il museo è sito nell'ala nord del primo piano del Palazzo d'Avalos ed è stato fondato nel 1995 su iniziativa della Fondazione Lions Club che ha promosso, attraverso una richiesta a proprietari di oggetti umili e preziosi a regalarli per creare questo museo.
Sono conservate anche copie delle illustrazioni dei costumi abruzzesi, suddivisi per i paesi del vastese, realizzati nell'800 da Bartolomeo Pinelli.

### Struttura
- Sala 1. Vi è un costume variopinto di una merlettaia seduta al tombolo.[15]
- Sala 2. Vi sono tre costumi, di una donna, un uomo ed un bambino dell'Ottocento la cui foggia richiama il secolo precedente, i costumi della donna con bambina sono bianchi.[15]
- Sala 3. Tra i vari vestiti appartenuti a varie famiglie ricche di Vasto vi è un abito estivo bianco di una donna, un abito da sposa in seta e merletti, un vestito marrone, un vestito nero con trapunta jais, un altro vestito nero però in seta, un completo da cerimonia o da lutto. Al centro sono ospitate due marsine da uomo, una giacca da sera, un cilindro ed una bombetta.[15]
- Sala 4. Tra i vari capi di biancheria intima di questa sala vi sono: due camicie da notte in tela, un completo di coperta e lenzuolo ed accessori per bambini, cuffiette, bavaglini, fasce e portaenfant.[15]
- Sala 5. Vi sono esposte: una portantina dei d'Avalos con, all'interno, un costume ottocentesco, un abito e lo scialle appartenuto a Gilda Giacomucci risalente agli anni venti del XX secolo, un baule, due parasole d'epoca ed una vetrina con dei pupazzi con vestiti basati su delle stampe popolari.[15]

## Collegamenti
I Musei di Palazzo d'Avalos sono raggiungibili dalla Stazione di Vasto-San Salvo e dall'Autostrada A 14 Adriatica uscite Vasto Nord e Vasto Sud.